# Mürtschenalp

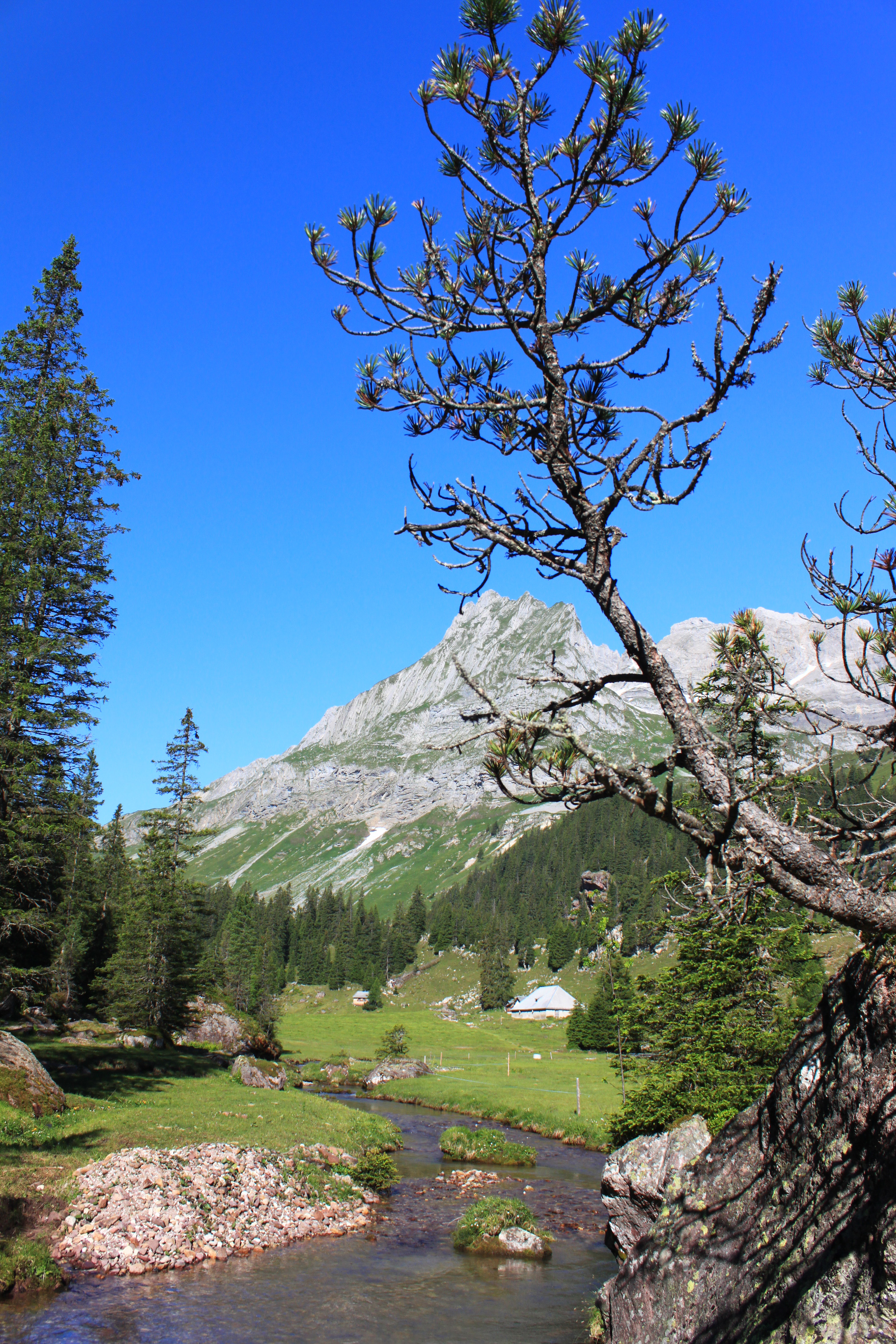
Mürtschenalp im Sommer

Die Mürtschenalp ist eine Alp im Schweizer Kanton Glarus. Sie liegt auf einer Höhe von rund 1490 m ü. M. in einem westlichen Seitental des Murgtals.
Die Mürtschenalp ist der einzige Ort im Kanton Glarus, an dem die Arve in grosser Zahl vorkommt. Früher wurde Kupfererz abgebaut, zudem gibt es Vorkommen von Pechblende.
Das Mürtschental gehört zusammen mit dem Murgtal seit 1977 zum Bundesinventar der Landschaften und Naturdenkmäler von nationaler Bedeutung. Es ist Teil des Rundwanderwegs über die Murgseefurggel und die Murgseen. Im Sommer werden Übernachtungsmöglichkeiten in einer Alphütte angeboten.